# Poduromorpha
Poduromorpha zijn een orde van springstaarten en telt 3124 beschreven soorten.

## Taxonomie
- Superfamilie Neanuroidea - Massoud Z, 1967 (1668 soorten)
  - Familie Neanuridae - Börner, 1901
    - Onderfamilie Caputanurininae - Lee, 1983
    - Onderfamilie Frieseinae - Massoud, 1967
    - Onderfamilie Morulininae - Börner, 1906
    - Onderfamilie Neanurinae - Börner C, 1901
    - Onderfamilie Pseudachorutinae - Börner, 1906
    - Onderfamilie Uchidanurinae - Salmon, 1964

  - Familie Brachystomellidae - Stach, 1949 
  - Familie Odontellidae - Massoud, 1967
- Superfamilie Poduroidea - sensu Palacios-Vargas, 1994 (4 soorten)
  - Familie Poduridae - Latreille, 1804, i.s.
- Superfamilie Hypogastruroidea - Salmon JT, 1964 (670 soorten)
  - Familie Hypogastruridae - Börner, 1906 
  - Familie Pachytullbergiidae - Stach, 1954
  - Familie Paleotullbergiidae - Deharveng L, 2004
- Superfamilie Gulgastruroidea (1 soort)
  - Familie Gulgastruridae - Lee B-H & Thibaud J-M, 1998
- Superfamilie Onychiuroidea - sensu D'Haese CA, 2002 (774 soorten)
  - Familie Onychiuridae - Lubbock, 1867
    - Onderfamilie Onychiurinae - Börner, 1901
    - Onderfamilie Tetrodontophorinae - Stach, 1954
    - Onderfamilie Lophognathellinae - Stach, 1954

  - Familie Tullbergiidae - Bagnall RS, 1935
- Superfamilie Isotogastruroidea (7 soorten)
  - Familie Isotogastruridae - Thibaud J-M & Najt J, 1992, i.s.